# 子明 (郑国)
子明（？—前551年），姬姓，游氏，名眅，字子明，谥昭，是公孙虿的儿子，郑国的卿。
前551年十二月，子明将前往晋国，还没出国境，遇到迎娶妻子的人，就夺走了他的妻子，并在该城中住下。没几天，那个女人的丈夫攻打子明并将他杀死，带着自己的妻子走了。郑国当国子展废掉了子明的儿子良而立了子明的弟弟子太叔为游氏宗主，子展说：“国卿，是君主的副手，百姓的主人，不能随便。请舍弃子明这类人。”子展又派人寻找那个杀死子明的人，让他回到他的乡里，并让游氏的族人不要怨恨他，子展说：“不要宣扬罪恶了”。